# The Very Best of MC Lyte
Albums de MC Lyte
Seven & Seven
(1998) Da Undaground Heat, Vol. 1
(2003)
The Very Best of MC Lyte est une compilation de MC Lyte, sortie le 4 septembre 2001.
L'album comprend des titres extraits de tous les albums studio de la rappeuse publiés précédemment, à l'exception de Seven & Seven.

## Liste des titres
| No  | Titre                                                       | Durée |
| --- | ----------------------------------------------------------- | ----- |
| 1.  | 10% Dis                                                     | 5:02  |
| 2.  | I Cram to Understand U                                      | 4:44  |
| 3.  | Paper Thin                                                  | 5:14  |
| 4.  | Kickin' 4 Brooklyn                                          | 2:22  |
| 5.  | Dr. Soul                                                    | 4:36  |
| 6.  | Cha Cha Cha                                                 | 3:01  |
| 7.  | Cappucino                                                   | 3:55  |
| 8.  | I Am the Lyte                                               | 4:02  |
| 9.  | Shut the Eff Up! (Hoe)                                      | 5:48  |
| 10. | Stop, Look, Listen                                          | 3:15  |
| 11. | Poor Georgie                                                | 4:30  |
| 12. | When in Love                                                | 3:58  |
| 13. | Eyes Are the Soul                                           | 3:54  |
| 14. | Ruffneck (featuring Xscape)                                 | 3:57  |
| 15. | Keep on, Keepin' On                                         | 4:31  |
| 16. | Cold Rock a Party (Bad Boy Remix) (featuring Missy Elliott) | 4:37  |